# Penion ormesi
Penion ormesi là một loài very large predatory ốc biển]], là động vật thân mềm chân bụng sống ở biển trong họ Buccinidae.